# Gran Premio del Canada 1980
Il Gran Premio del Canada 1980 è stata la tredicesima prova della stagione 1980 del Campionato mondiale di Formula 1. Si è corsa domenica 28 settembre 1980 sul Circuito di Montréal. La gara è stata vinta dall'australiano Alan Jones; per il vincitore si trattò del nono successo nel mondiale. Ha preceduto sul traguardo l'argentino Carlos Reutemann, anch'egli su Williams-Ford Cosworth e il francese Didier Pironi su Ligier-Ford Cosworth. Pironi, giunto per primo all'arrivo, venne in seguito penalizzato di un minuto per partenza anticipata.
Grazie a questo risultato Alan Jones si aggiudicò matematicamente, e per la prima e unica volta, il Campionato mondiale piloti di Formula 1.

## Vigilia

### Sviluppi futuri
All'indomani del Gran Premio di Imola la Ferrari annunciò che sarebbe stato Didier Pironi, proveniente dalla Ligier, ad affiancare Gilles Villeneuve nella stagione 1981. Pironi, ventottenne francese di origini friulane, aveva corso 43 gran premi con Tyrrell e Ligier, ottenendo una vittoria (nel Gran Premio del Belgio 1980), 5 podi, due pole position, 1 giro più veloce e 45 punti. Enzo Ferrari svelò di aver concluso l'accordo già a marzo 1980 e ammise di essere stato entusiasmato dal pilota francese. Il patron della scuderia annunciò anche l'intenzione di schierare una vettura con motore turbo per la stagione 1981, non escludendo comunque la possibilità di qualche altra scelta tecnica su determinati tracciati. Ferrari confermò la sua fedeltà al campionato gestito dalla FISA.
Sempre in ottica 1981 Jean-Pierre Jabouille ruppe l'accordo con la Renault e passò all'altra scuderia francese, la Ligier. Per questa scuderia si fecero anche i nomi di altri due piloti francesi come Jean-Pierre Jarier e Alain Prost, ma venne a lei avvicinato anche Jody Scheckter, che solo poco tempo prima aveva però annunciato la sua volontà di abbandonare la F1. Mario Andretti, anche lui avvicinato all'ingaggio per la Ligier, confidò invece di aver raggiunto l'accordo con l'Alfa Romeo. L'italoamericano lasciava così la Lotus.
Venne comunicata la cessione del tracciato sudafricano di Kyalami da parte della FOCA per 1.400.000 rand. Non venne però comunicato il nome dell'acquirente. La FOCA aveva chiesto ai potenziali compratori di garantire all'associazione un'opzione per l'utilizzo del tracciato in futuro.

### Analisi per il campionato piloti
Solo due piloti potevano ancora vincere il titolo mondiale: il brasiliano Nelson Piquet della Brabham, che comandava la classifica con 54 punti, e l'australiano Alan Jones, che correva per la Williams, e che lo seguiva staccato di un punto.
Pur mancando due gare al termine del campionato, e quindi con 18 punti teorici ancora conquistabili, Carlos Reutemann, l'altro pilota della Williams, terzo in graduatoria con 37 punti, era matematicamente escluso dalla lotta per l'iride, a causa della regola degli scarti. Il regolamento prevedeva infatti che ogni pilota potesse considerare validi solo i 5 migliori risultati delle prime sette gare del campionato, e i 5 migliori delle ultime sette. Reutemann, che aveva già colto punti in 5 gare della seconda fase, anche se avesse vinto gli ultimi due gran premi avrebbe dovuto scartare 7 punti, terminando così con non più di 48.
| Pos | Pilota           | Punti validi | Punti nella prima fase | Punti seconda fase | Punti seconda fase | Punti seconda fase | Punti seconda fase | Punti seconda fase | Tot. seconda fase | Punti max teorici seconda fase | Punti max teorici totali |
| --- | ---------------- | ------------ | ---------------------- | ------------------ | ------------------ | ------------------ | ------------------ | ------------------ | ----------------- | ------------------------------ | ------------------------ |
| Pos | Pilota           | Punti validi | Punti nella prima fase |                    |                    |                    |                    |                    | Tot. seconda fase | Punti max teorici seconda fase | Punti max teorici totali |
| 1   | Nelson Piquet    | 54           | 25                     | 6                  | 3                  | 2                  | 9                  | 9                  | 29                | 42                             | 67                       |
| 2   | Alan Jones       | 53           | 28                     | 9                  | 4                  | 6                  | -                  | 6                  | 25                | 39                             | 67                       |
| 3   | Carlos Reutemann | 37           | 16                     | 4                  | 6                  | 4                  | 3                  | 4                  | 21                | 32                             | 48                       |

Proprio per tale regolamento Jones, pur in ritardo rispetto a Piquet di un punto, era favorito per la conquista del campionato. Piquet infatti aveva già ottenuto 5 arrivi nei punti nella seconda fase, contro i soli 4 dell'australiano, tanto che Piquet, anche in caso di vittoria in Canada, con Jones fuori dalla zona dei punti, non avrebbe potuto laureearsi campione del mondo. Infatti, in questo caso, Piquet sarebbe salito a 63 punti, ma avrebbe dovuto scartare i 2 punti conquistati nel Gran Premio d'Austria, scendendo così a 61 punti reali, con Jones, che in caso di vittoria nell'ultima gara, avrebbe potuto comunque raggiungere quota 62.
Jones invece poteva ottenere la certezza matematica della vittoria se avesse vinto e Piquet non fosse giunto meglio di terzo. In tale caso infatti Jones sarebbe salito a 62 punti, mentre Piquet non avrebbe potuto andare oltre i 56 punti (ai 4 punti del terzo andavano sempre sottratti i due punti dell'Austria), e in caso di vittoria nell'ultima gara, a non più di 62 (ai nove punti conquistati sarebbero stati sottratti anche i 3 punti conquistati nel Gran Premio di Germania). Jones, anche restando a secco di punti nella gara finale, però avrebbe prevalso per il maggior numero di secondi posti rispetto a Piquet (3 a 2).
| Punti | Risultato di Piquet | Punti effettivi di Piquet | Punti effettivi in caso di vittoria di Piquet nell'ultima gara |
| ----- | ------------------- | ------------------------- | -------------------------------------------------------------- |
| 62    | 2°                  | 60-2=58                   | 58+9-3=64                                                      |
| 62    | 3°                  | 58-2=56                   | 56+9-3=62                                                      |

| Punti   | Risultato di Jones | Punti effettivi di Jones | Punti effettivi in caso di vittoria di Jones nell'ultima gara |
| ------- | ------------------ | ------------------------ | ------------------------------------------------------------- |
| 63-2=61 | >6°                | 53                       | 53+9=62                                                       |

La Williams si era già aggiudicata la Coppa riservata ai costruttori.

### Aspetti sportivi
L'Arrows, nel caso Jochen Mass non fosse stato ancora in grado di riprendere il suo volante, aveva comunicato l'intenzione di schierare negli ultimi due gran premi stagionali il pilota britannico Derek Warwick, proveniente dalla Formula 2. Mass fu comunque in grado di partecipare alle due gare.
L'Alfa Romeo sostituì Vittorio Brambilla con l'esordiente Andrea De Cesaris. Brambilla lasciava così la F1 dopo 74 gran premi iridati, in cui aveva ottenuto una vittoria (nel Gran Premio d'Austria 1975 con la March), l'unica per un pilota italiano tra il Gran Premio d'Italia 1966 e quello di Monaco 1982. Brambilla affermò di sentirsi deluso dalle nuove monoposto ad effetto suolo, che sminuivano il ruolo del pilota. Il pilota monzese avrebbe comunque continuato il suo lavoro di collaudatore per l'Alfa. De Cesaris proveniva invece dalla Formula 2, ove era quarto in classifica. Proprio per partecipare all'ultima gara di questo campionato Nigel Mansell, della Lotus, non partecipò alla gara canadese; la casa inglese non lo sostituì e schierò così solo due vetture.
La Tyrrell, come già annunciato, schierò una terza vettura per il giovane neozelandese Mike Thackwell, che aveva tentato, senza successo, di qualificarsi per il Gran Premio d'Olanda con l'Arrows. La RAM, che schierava delle Williams FW07B, oltre a Rupert Keegan, iscrisse anche il pilota statunitense Kevin Cogan, all'esordio nel mondiale di F1. Cogan, nelle settimane precedenti, era stato spesso avvicinato all'ingaggio con l'Ensign. L'Ensign portò il solo Jan Lammers.

## Qualifiche

### Resoconto
Nella giornata del venerdì il più rapido fu Alan Jones con 1'30"710, che precedette l'altro pilota della Williams, Carlos Reutemann, distanziato di 4 decimi, e Jacques Laffite. Il venerdì fu caratterizzato dalla pioggia, che rese umida la pista, non consentendo così ai piloti dei grossi miglioramenti cronometrici rispetto ai tempi dell'edizione 1979. Durante la sessione vi fu un incidente tra Andrea De Cesaris e Héctor Rebaque che tamponò violentemente la vettura del pilota romano.
Al sabato la pista si presentò asciutta, tanto che la classifica venne rivoluzionata. Nelson Piquet si mise in testa alla graduatoria nella prima parte della sessione e conservò il miglior tempo fino al termine della sessione. Per il brasiliano fu la seconda pole position in F1. Piquet precedette Jones, il suo avversario per la conquista del titolo, che conquistò la prima fila solo negli ultimi giri. La seconda fila venne conquistata da Didier Pironi su Ligier e Bruno Giacomelli su Alfa Romeo. La sorpresa fu la mancata qualificazione per il ferrarista Jody Scheckter, campione del mondo uscente, che chiuse solo ventiseiesimo, a oltre mezzo secondo dall'ultimo tempo dei qualificati. Era la prima volta che un campione del mondo in carica non era capace di qualificarsi a una gara del mondiale di F1. Per la casa italiana invece fu l'ultima volta in cui non fu in grado di qualificare un suo pilota. L'ultimo precedente risaliva al Gran Premio di Monaco 1971, con Mario Andretti. Anche l'altro pilota della Ferrari, Gilles Villeneuve, fu deludente, col il ventiduesimo tempo.
Si qualificò invece Mike Thackwell, che divenne così il più giovane pilota a partecipare ad un gran premio (19 anni, 5 mesi e 19 giorni). Il record precedente apparteneva a Ricardo Rodriguez. Il primato del neozelandese sarà battuto solo nel Gran Premio d'Ungheria 2009 da Jaime Alguersuari.

### Risultati
Nella sessione di qualifica si è avuta questa situazione:
| Pos                     | Nº | Pilota                | Costruttore              | Tempo    | Griglia |
| ----------------------- | -- | --------------------- | ------------------------ | -------- | ------- |
| 1                       | 5  | Nelson Piquet         | Brabham-Ford Cosworth    | 1'27"328 | 1       |
| 2                       | 27 | Alan Jones            | Williams-Ford Cosworth   | 1'28"164 | 2       |
| 3                       | 25 | Didier Pironi         | Ligier-Ford Cosworth     | 1'28"322 | 3       |
| 4                       | 23 | Bruno Giacomelli      | Alfa Romeo               | 1'28"575 | 4       |
| 5                       | 28 | Carlos Reutemann      | Williams-Ford Cosworth   | 1'28"663 | 5       |
| 6                       | 21 | Keke Rosberg          | Fittipaldi-Ford Cosworth | 1'28"702 | 6       |
| 7                       | 7  | John Watson           | McLaren-Ford Cosworth    | 1'28"755 | 7       |
| 8                       | 22 | Andrea De Cesaris     | Alfa Romeo               | 1'29"026 | 8       |
| 9                       | 26 | Jacques Laffite       | Ligier-Ford Cosworth     | 1'29"103 | 9       |
| 10                      | 6  | Héctor Rebaque        | Brabham-Ford Cosworth    | 1'29"377 | 10      |
| 11                      | 29 | Riccardo Patrese      | Arrows-Ford Cosworth     | 1'29"400 | 11      |
| 12                      | 8  | Alain Prost           | McLaren-Ford Cosworth    | 1'29"804 | 12      |
| 13                      | 15 | Jean-Pierre Jabouille | Renault                  | 1'29"932 | 13      |
| 14                      | 31 | Eddie Cheever         | Osella-Ford Cosworth     | 1'29"937 | 14      |
| 15                      | 3  | Jean-Pierre Jarier    | Tyrrell-Ford Cosworth    | 1'30"070 | 15      |
| 16                      | 20 | Emerson Fittipaldi    | Fittipaldi-Ford Cosworth | 1'30"294 | 16      |
| 17                      | 12 | Elio De Angelis       | Lotus-Ford Cosworth      | 1'30"316 | 17      |
| 18                      | 11 | Mario Andretti        | Lotus-Ford Cosworth      | 1'30"559 | 18      |
| 19                      | 14 | Jan Lammers           | Ensign-Ford Cosworth     | 1'30"668 | 19      |
| 20                      | 4  | Derek Daly            | Tyrrell-Ford Cosworth    | 1'30"791 | 20      |
| 21                      | 30 | Jochen Mass           | Arrows-Ford Cosworth     | 1'30"831 | 21      |
| 22                      | 2  | Gilles Villeneuve     | Ferrari                  | 1'30"855 | 22      |
| 23                      | 16 | René Arnoux           | Renault                  | 1'30"912 | 23      |
| 24                      | 43 | Mike Thackwell        | Tyrrell-Ford Cosworth    | 1'31"036 | 24      |
| Vetture non qualificate |    |                       |                          |          |         |
| NQ                      | 9  | Marc Surer            | ATS-Ford Cosworth        | 1'31"169 | NQ      |
| NQ                      | 1  | Jody Scheckter        | Ferrari                  | 1'31"688 | NQ      |
| NQ                      | 50 | Rupert Keegan         | Williams-Ford Cosworth   | 1'32"638 | NQ      |
| NQ                      | 51 | Kevin Cogan           | Williams-Ford Cosworth   | 1'32"745 | NQ      |

## Gara

### Resoconto
Alla partenza i due piloti della prima fila, Nelson Piquet e Alan Jones, si toccarono, la Brabham s'intraverso in mezzo al tracciato, scatenando un tamponamento a catena che coinvolse diverse vetture e costrinse a sospendere la gara. Al termine del gran premio Nelson Piquet accusò pesantemente Jones per la sua condotta alla partenza.
Le otto auto incidentate, tra le quali quelle dei due contendenti per il mondiale, vennero sostituite, allestendo in fretta i muletti. Due vetture della Tyrrell (quella di Derek Daly e quella di Jean-Pierre Jarier) non poterono però ripartire, così che la terza vettura, affidata a Mike Thackwell, passò a Daly, mentre il muletto venne affidato a Jarier. Daly non fu comunque capace di prendere nuovamente il via. Emerson Fittipaldi, inoltre, cedette la sua monoposto a Keke Rosberg, preferendo partire col muletto.
Dopo 50 minuti la gara ripartì ma vi fu subito il giallo della partenza anticipata di Didier Pironi, che venne penalizzato al termine del gran premio. Il francese si portò al secondo posto davanti a Piquet, ma dietro a Jones che era primo. Bruno Giacomelli si poneva al quarto, seguito da Carlos Reutemann, poi John Watson, Jacques Laffite e Andrea De Cesaris.
Nelson Piquet fu capace in soli due giri di porsi in testa, e di allungare su Jones. Al settimo giro Giacomelli, nel tentativo di passare Pironi, ruppe le minigonne e si ritirò; Pironi invece, pur essendo uscito dal tracciato, fu capace di proseguire. Nello stesso giro Watson superò Reutemann mentre, un giro dopo, si ritirò anche l'altra Alfa Romeo di De Cesaris (per la rottura del cambio). La classifica vedeva perciò primo Piquet, seguito da Jones, Pironi, Watson, Reutemann e Laffite.
Al giro 23 terminarono le speranze di Piquet di vincere il titolo: il motore Ford Cosworth della sua Brabham esplose. Jones andò così a condurre, posizione di classifica che, assieme al ritiro del brasiliano, gli garantirebbe l'iride. Al giro 24 Prost passò Laffite e, un giro dopo, Jean-Pierre Jabouille, a causa della rottura di una sospensione, sbatté frontalmente contro il guardrail, all'altezza del Ponte Victoria, restando intrappolato nelle lamiere della sua Renault per molto tempo prima di essere estratto. Venne poi trasportato da un'ambulanza, entrata in pista durante la gara, all'ospedale, ove gli vennero riscontrate diverse fratture alle gambe. Il francese aveva una frattura alla tibia della gamba destra e una tripla frattura al ginocchio destro. La gamba sinistra invece aveva subito danni meno gravi. Fu ricoverato per dieci giorni all'Ospedale Regina Vittoria di Montréal e subì una convalescenza di tre mesi.
Al 34º giro Alain Prost prese la quarta posizione a Reutemann. La direzione di corsa decise che Pironi andava penalizzato di un minuto per partenza anticipata. Il portacolori della Ligier cercò di passare Jones che, al quarantaquattresimo giro, lasciò strada alla Ligier su indicazione dei box che gli dette notizia della penalizzazione del francese. Al giro 42, intanto, Prost era stato costretto al ritiro per incidente. Entrò in zona punti Gilles Villeneuve.
Al giro 56 John Watson andò in testacoda e venne passato da Reutemann e Laffite. A due tornate dal termine Laffite fu però costretto al ritiro per mancanza di benzina. Scalò così in zona punti Héctor Rebaque.
Didier Pironi giunse primo sotto la bandiera a scacchi ma, a causa della penalizzazione inflittagli, fu classificato solo terzo, dietro ai due della Williams Alan Jones e Carlos Reutemann. Jones si aggiudicò così matematicamente il mondiale piloti, primo australiano nell'impresa dalla vittoria di Jack Brabham del 1966.

### Risultati
I risultati del gran premio furono i seguenti:
| Pos | No | Pilota                | Costruttore              | Giri | Tempo/Ritiro                    | Pos. Griglia | Punti |
| --- | -- | --------------------- | ------------------------ | ---- | ------------------------------- | ------------ | ----- |
| 1   | 27 | Alan Jones            | Williams-Ford Cosworth   | 70   | 1h46'45"53                      | 2            | 9     |
| 2   | 28 | Carlos Reutemann      | Williams-Ford Cosworth   | 70   | +15"54                          | 5            | 6     |
| 3   | 25 | Didier Pironi         | Ligier-Ford Cosworth     | 70   | +19"07                          | 3            | 4     |
| 4   | 7  | John Watson           | McLaren-Ford Cosworth    | 70   | +30"98                          | 7            | 3     |
| 5   | 2  | Gilles Villeneuve     | Ferrari                  | 70   | +55"23                          | 22           | 2     |
| 6   | 6  | Héctor Rebaque        | Brabham-Ford Cosworth    | 69   | +1 giro                         | 10           | 1     |
| 7   | 3  | Jean-Pierre Jarier    | Tyrrell-Ford Cosworth    | 69   | +1 giro                         | 15           |       |
| 8   | 26 | Jacques Laffite       | Ligier-Ford Cosworth     | 68   | Mancanza di benzina             | 9            |       |
| 9   | 21 | Keke Rosberg          | Fittipaldi-Ford Cosworth | 68   | +2 giri                         | 6            |       |
| 10  | 12 | Elio De Angelis       | Lotus-Ford Cosworth      | 68   | +2 giri                         | 17           |       |
| 11  | 30 | Jochen Mass           | Arrows-Ford Cosworth     | 67   | +3 giri                         | 21           |       |
| 12  | 14 | Jan Lammers           | Ensign-Ford Cosworth     | 66   | +4 giri                         | 19           |       |
| Rit | 8  | Alain Prost           | McLaren-Ford Cosworth    | 41   | Sospensione                     | 12           |       |
| Rit | 16 | René Arnoux           | Renault                  | 39   | Freni                           | 23           |       |
| Rit | 15 | Jean-Pierre Jabouille | Renault                  | 25   | Sospensione                     | 13           |       |
| Rit | 5  | Nelson Piquet         | Brabham-Ford Cosworth    | 23   | Motore                          | 1            |       |
| Rit | 11 | Mario Andretti        | Lotus-Ford Cosworth      | 11   | Motore                          | 18           |       |
| Rit | 22 | Andrea De Cesaris     | Alfa Romeo               | 8    | Motore                          | 8            |       |
| Rit | 31 | Eddie Cheever         | Osella-Ford Cosworth     | 8    | Alimentazione                   | 14           |       |
| Rit | 20 | Emerson Fittipaldi    | Fittipaldi-Ford Cosworth | 8    | Cambio                          | 16           |       |
| Rit | 23 | Bruno Giacomelli      | Alfa Romeo               | 7    | Telaio                          | 4            |       |
| Rit | 29 | Riccardo Patrese      | Arrows-Ford Cosworth     | 6    | Incidente                       | 11           |       |
| Rit | 4  | Derek Daly            | Tyrrell-Ford Cosworth    | 0    | Ritirato dopo la prima partenza | 20           |       |
| Rit | 43 | Mike Thackwell        | Tyrrell-Ford Cosworth    | 0    | Ritirato dopo la prima partenza | 24           |       |
| NQ  | 9  | Marc Surer            | ATS-Ford Cosworth        |      |                                 |              |       |
| NQ  | 1  | Jody Scheckter        | Ferrari                  |      |                                 |              |       |
| NQ  | 50 | Rupert Keegan         | Williams-Ford Cosworth   |      |                                 |              |       |
| NQ  | 51 | Kevin Cogan           | Williams-Ford Cosworth   |      |                                 |              |       |

## Classifiche

### Piloti
| Pos. | Pilota                | Punti |
| ---- | --------------------- | ----- |
| 1    | Alan Jones            | 62    |
| 2    | Nelson Piquet         | 54    |
| 3    | Carlos Reutemann      | 40    |
| 4    | Jacques Laffite       | 32    |
| 5    | René Arnoux           | 29    |
| 6    | Didier Pironi         | 28    |
| 7    | Elio De Angelis       | 10    |
| 8    | Jean-Pierre Jabouille | 9     |
| 9    | Riccardo Patrese      | 7     |
| 10   | Keke Rosberg          | 6     |
| 11   | John Watson           | 6     |
| =    | Derek Daly            | 6     |
| 13   | Jean-Pierre Jarier    | 6     |
| 14   | Gilles Villeneuve     | 6     |
| 15   | Emerson Fittipaldi    | 5     |
| 16   | Alain Prost           | 5     |
| 17   | Jochen Mass           | 4     |
| 18   | Bruno Giacomelli      | 4     |
| 19   | Jody Scheckter        | 2     |
| 20   | Héctor Rebaque        | 1     |

### Costruttori
| Pos. | Team                     | Punti |
| ---- | ------------------------ | ----- |
| 1    | Williams-Ford Cosworth   | 105   |
| 2    | Ligier-Ford Cosworth     | 60    |
| 3    | Brabham-Ford Cosworth    | 55    |
| 4    | Renault                  | 38    |
| 5    | Tyrrell-Ford Cosworth    | 12    |
| 6    | Fittipaldi-Ford Cosworth | 11    |
| 7    | Arrows-Ford Cosworth     | 11    |
| 8    | McLaren-Ford Cosworth    | 11    |
| 9    | Lotus-Ford Cosworth      | 10    |
| 10   | Ferrari                  | 8     |
| 11   | Alfa Romeo               | 4     |

## Decisioni della FISA
Al termine della gara vi furono due ricorsi. Il primo della Brabham che accusò Alan Jones di aver causato l'incidente alla prima partenza che vide coinvolte diverse vetture. Il secondo venne inviato dalla Ligier: la casa francese che si era vista penalizzare di un minuto Didier Pironi per partenza anticipata accusò dello stesso errore Jones. Entrambi i ricorsi vennero rigettati.